# Ahl Tifnoute
Ahl Tifnoute (franska: Ahl Tifnoute (CR), Ahl Tifnoute (Commune Rurale), arabiska: اكادير ملول) är en kommun i Marocko.   Den ligger i provinsen Taroudannt och regionen Souss-Massa, i den centrala delen av landet, 400 km söder om huvudstaden Rabat. Antalet invånare är 6 333.